# ویلیام برونزونی
ویلیام برونزونی (انگلیسی: William Bronzoni; ۲۷ ژوئیهٔ ۱۹۲۷ – ۱ سپتامبر ۱۹۸۷) بازیکن فوتبال اهل ایتالیا بود.
از باشگاه‌هایی که در آن بازی کرده‌است می‌توان به باشگاه فوتبال لیورنو، باشگاه فوتبال اسپتزیا، و باشگاه فوتبال پارما اشاره کرد.